# Djatlowo (Kaliningrad, Prawdinsk)
Djatlowo (Дятлово, deutsch Sophienberg) war ein Ort in der russischen Oblast Kaliningrad (Gebiet Königsberg (Preußen)). Seine Ortsstelle liegt im Bereich des Munizipalkreises Rajon Prawdinsk (Stadtkreis Friedland).

## Geographische Lage
Die Ortsstelle Djatlowos liegt in der südlichen Mitte der russischen Oblast Kaliningrad, zehn Kilometer nordwestlich der früheren ostpreußischen Kreisstadt Gerdauen (russisch Schelesnodoroschny) bzw. elf Kilometer südöstlich der heutigen Rajonshauptstadt Prawdinsk (deutsch Friedland).

## Geschichte
Das Gründungsjahr des Vorwerks und Guts Sophienberg ist nicht bekannt. Am 7. Juli 1882 aber wurde aus dem zu Schakenhof (russisch Trostniki) gehörenden Vorwerk Sophienberg ein neuer Gutsbezirk Sophienberg gebildet und in den bereits bestehenden Amtsbezirk Schakenhof im ostpreußischen Kreis Gerdauen eingegliedert. Im Jahre 1910 zählte der Gutsbezirk Sophienberg 95 Einwohner.
Am 30. September 1928 kam es zum Zusammenschluss der Landgemeinde Rosenberg (russisch Sopkino), dem Gutsbezirk Sophienberg und der im Gutsbezirk Friedenberg gelegenen Exklave des Gutsbezirks Schakenhof (russisch Trostniki) zur neuen Landgemeinde Schakenhof.
Im Jahre 1945 kam der gesamte nördliche Teil Ostpreußens in Kriegsfolge zur Sowjetunion. Sophienberg als Ortsteil von Schakenhof wurde 1947 in den Sewski selski Sowet/okrug Dorfsowjet Sewskoje (Böttchersdorf) eingegliedert. 1950 erhielt Sophienberg  die russische Namensform „Djatlowo“. Der Ort wurde zunächst noch sporadisch besiedelt, dann aber galt er bereits vor 1975 als verlassen. Djatlowo gilt heute als Wüstung im Gebiet des Munizipalkreises Rajon Prawdinsk (Stadtkreis Friedland) in der Oblast Kaliningrad (Gebiet Königsberg (Preußen)) der Russischen Föderation.

## Religion
Christentum
Sophienberg war vor 1945 in die evangelische Kirche Friedenberg (russisch Sopkino) im Kirchenkreis Gerdauen (russisch Schelesnodoroschny) in der Kirchenprovinz Ostpreußen der Kirche der Altpreußischen Union, außerdem in die römisch-katholische Kirche in Gerdauen im damaligen Bistum Ermland eingepfarrt.

## Verkehr
Die kaum noch erkennbare Ortsstelle Djatlowos liegt an der russischen Kommunalstraße 27K-107, die von Trostniki (Schakenhof) über Sopkino (Rosenberg) und Berjosowo (Schönbaum) bis nach Kurortnoje ((Groß) Wohnsdorf) führt. Die nächste Bahnstation vor 1945 war Schakenhof und existiert heute nicht mehr.